# Шутка для посвящённых
Шутка для посвящённых или шутка для своих (англ. In-joke,  inside joke, private joke) — шутка, юмор которой понятен только ограниченному кругу лиц с общими интересами (англ. in-group), то есть людям, которые находятся в определённой социальной группе, профессии или другом сообществе, разделяющим общие увлечения или пристрастия. Представляет собой эзотерическую шутку, то есть она смешна только для тех, кто посвящён в стоящие за ней обстоятельства.
Шутки для посвящённых могут существовать в рамках небольшой социальной клики, например компании друзей, или распространяться на определённую профессию. Пример шутки внутри профессии: на пресс-конференции после успешного запуска космического корабля Crew Dragon американский предприниматель Илон Маск сказал «Батут работает». Это является отсылкой к шутке директора Роскосмоса Дмитрия Рогозина, когда тот, занимая пост заместителя председателя правительства РФ, предложил Соединённым Штатам доставлять астронавтов на станцию МКС с помощью батута.
Ещё один пример:

Вопрос: Что бывает жёлтого цвета и эквивалентно аксиоме выбора?
Ответ: Лимон Цорна.

Эта шутка настолько эзотерична, что большинство посторонних людей даже не могли уверенно предположить, для какой социальной группы она может быть смешной, не говоря уже о том, почему. На самом деле это математическая шутка, каламбур, обыгрывающий название известного утверждения — леммы Цорна (игра слов: англ. lemon — lemma).
Этнические или религиозные группы также могут иметь свои собственные шутки для посвящённых.

## Философия
Шутки для посвящённых — это загадочные намёки на общие точки соприкосновения, которые действуют как триггеры; только те, кто разделил общие взгляды, могут дать надлежащий ответ. Цель подобных шуток — создание определённого сообщества людей с общими интересами, иногда за счёт посторонних лиц. Доля психологического воздействия шутки заключается в том, что её аудитория знает, что есть те, кто совершенно не понимает её смысла.
Шутка для посвящённых также может быть использована в качестве подтекста, в котором определённый круг лиц (для которых она посвящена) могут уловить юмор в фразе, смысл которой не раскрывается до конца. Такие люди (представители определённой профессии или члены социальной группы/субкультуры) могут даже извиниться за это перед новичком или непосвящённым лицом, прямо или косвенно разъяснив, что то, над чем они смеялись, являлось шуткой.